# Joarlem Batista Santos
Joarlem Batista Santos (nacido el 1 de mayo de 1995) es un futbolista brasileño que se desempeña como delantero.

## Trayectoria

### Clubes
| Club           | País     | Año         |
| -------------- | -------- | ----------- |
| União São João | Brasil   | 2013        |
| Mogi Mirim     | Brasil   | 2014 - 2016 |
| Capivariano    | Brasil   | 2017        |
| Mito HollyHock | Japón    | 2018 - 2021 |
| Covilhã        | Portugal | 2021-       |